# 1. deild kvenna 1984
La 1. deild kvenna 1984 (islandese: 1ª divisione femminile), è stata la 13ª edizione della massima divisione del campionato islandese femminile di calcio.

## Formula
Due gironi all'italiana con gare di andata/ritorno a specchio che qualificano alla finale la prima classificata di ogni girone. Retrocede in categoria inferiore solo l'ultima del girone A e le ultime due del girone B.

## Girone A

### Classifica finale
|  | Pos. | Squadra        | Pt | G  | V | N | P  | GF | GS | DR  |
|  | ---- | -------------- | -- | -- | - | - | -- | -- | -- | --- |
|  | 1.   | ÍA Akranes     | 23 | 10 | 7 | 2 | 1  | 25 | 6  | +19 |
|  | 2.   | Breiðablik     | 21 | 10 | 6 | 3 | 1  | 25 | 3  | +22 |
|  | 3.   | Valur          | 21 | 10 | 6 | 3 | 1  | 28 | 7  | +21 |
|  | 4.   | ÍBÍ Ísafjarður | 12 | 10 | 4 | 0 | 6  | 12 | 18 | -6  |
|  | 5.   | KR Reykjavík   | 9  | 10 | 3 | 0 | 7  | 10 | 20 | -10 |
|  | 6.   | Víkingur       | 0  | 10 | 0 | 0 | 10 | 2  | 48 | -46 |

Legenda:
      Ammesso alla finale.
      Retrocesso in 2. deild kvenna.
Note:
Due punti a vittoria, uno a pareggio, zero a sconfitta.
A parità di punti squadre classificate con la differenza reti.
Spareggio in caso di pari punti in zona promozione e retrocessione.

### Risultati

#### Calendario
| Andata (1ª) | Andata (1ª) | Prima giornata            | Ritorno (6ª) | Ritorno (6ª) |
|             |             |                           |              |              |
| 31 mag.     | 2-0         | ÍA Akranes-ÍBÍ Ísafjarður | 2-0          | 13 lug.      |
| 31 mag.     | 0-3         | Víkingur-Valur            | 0-11         | 12 lug.      |
| 3 giu.      | 0-4         | KR Reykjavík-Breiðablik   | 0-3          | 12 lug.      |

| Andata (2ª) | Andata (2ª) | Seconda giornata      | Ritorno (7ª) | Ritorno (7ª) |
|             |             |                       |              |              |
| 7 giu.      | 0-0         | Breiðablik-ÍA Akranes | 0-1          | 26 lug.      |
| 7 giu.      | 2-0         | Valur-ÍBÍ Ísafjarður  | 4-1          | 26 lug.      |
| 7 giu.      | 0-2         | Víkingur-KR Reykjavík | 1-2          | 26 lug.      |

| Andata (3ª) | Andata (3ª) | Terza giornata            | Ritorno (8ª) | Ritorno (8ª) |
|             |             |                           |              |              |
| 21 giu.     | 1-0         | KR Reykjavík-Valur        | _-_          | 11 ago.      |
| 22 giu.     | 1-4         | ÍBÍ Ísafjarður-Breiðablik | _-_          | 11 ago.      |
| 21 giu.     | 9-1         | ÍA Akranes-Víkingur       | _-_          | 11 ago.      |

| Andata (4ª) | Andata (4ª) | Quarta giornata         | Ritorno (9ª) | Ritorno (9ª) |
|             |             |                         |              |              |
| 26 giu.     | 1-3         | KR Reykjavík-ÍA Akranes | _-_          | 1º set.      |
| 28 giu.     | 0-0         | Breiðablik-Valur        | _-_          | 1º set.      |
| 28 giu.     | 0-2         | Víkingur-ÍBÍ Ísafjarður | _-_          | 1º set.      |

| \| Andata (5ª) \| Andata (5ª) \| Quinta giornata \| Ritorno (12ª) \| Ritorno (12ª) \| \| \| \| \| \| \| \| 5 lug. \| 5-0 \| [10]Breiðablik-Víkingur \| - \| 8 set. \| \| 5 lug. \| 2-1 \| ÍBÍ Ísafjarður-KR Reykjavík \| - \| 8 set. \| \| 5 lug. \| 2-3 \| ÍA Akranes-Valur \| - \| 8 set. \| |             |                             |               |               |
| Andata (5ª) | Andata (5ª) | Quinta giornata             | Ritorno (12ª) | Ritorno (12ª) |
| |             |                             |               |               |
| 5 lug. | 5-0         | Breiðablik-Víkingur         | -             | 8 set.        |
| 5 lug. | 2-1         | ÍBÍ Ísafjarður-KR Reykjavík | -             | 8 set.        |
| 5 lug. | 2-3         | ÍA Akranes-Valur            | -             | 8 set.        |

#### Tabellone
|                | Bre  | ÍAA  | IBI  | KR   | Val  | Vik  |
| -------------- | ---- | ---- | ---- | ---- | ---- | ---- |
| Breiðablik     | –––– | 0-0  | -    | -    | 0-0  | 5-0  |
| ÍA Akranes     | -    | –––– | 2-0  | -    | 2-3  | 9-1  |
| ÍBÍ Ísafjarður | 1-4  | -    | –––– | 2-1  | -    | -    |
| KR Reykjavík   | 0-4  | 1-3  | -    | –––– | 1-0  | -    |
| Valur          | -    | -    | 2-0  | -    | –––– | -    |
| Vikingur       | -    | -    | 0-2  | 0-2  | 0-3  | –––– |

## Girone B

### Classifica finale
|  | Pos. | Squadra     | Pt | G | V | N | P | GF | GS | DR  |
|  | ---- | ----------- | -- | - | - | - | - | -- | -- | --- |
|  | 1.   | Þór         | 15 | 6 | 5 | 0 | 1 | 15 | 3  | +12 |
|  | 2.   | KA Akureyri | 13 | 6 | 4 | 1 | 1 | 11 | 2  | +9  |
|  | 3.   | Súlan       | 4  | 6 | 1 | 1 | 4 | 3  | 15 | -12 |
|  | 4.   | Höttur      | 2  | 6 | 0 | 2 | 4 | 3  | 12 | -9  |

Legenda:
      Ammesso alla finale.
      Retrocesso in 2. deild kvenna.
Note:
Due punti a vittoria, uno a pareggio, zero a sconfitta.
A parità di punti squadre classificate con la differenza reti.
Spareggio in caso di pari punti in zona promozione e retrocessione.

### Risultati

#### Tabellone
|             | Hot  | KAA  | Sul  | Thó  |
| ----------- | ---- | ---- | ---- | ---- |
| Hottur      | –––– | 0-2  | 1-1  | 1-4  |
| KA Akureyri | 1-1  | –––– | 2-0  | 1-0  |
| Sulan       | 1-0  | 0-5  | –––– | 1-5  |
| Thór        | 3-0  | 1-0  | 2-0  | –––– |